# Elaeocarpus multiflorus
Elaeocarpus multiflorus là một loài thực vật có hoa trong họ Côm. Loài này được (Turcz.) Fern.-Vill. mô tả khoa học đầu tiên năm 1880.